# Pinacoteca Giovanni e Marella Agnelli
La Pinacoteca Giovanni e Marella Agnelli, anche nota semplicemente come Pinacoteca Agnelli, è un museo d'arte con sede a Torino.

## Storia e descrizione
Inaugurata nel 2002 all'ultimo piano del Lingotto, la pinacoteca raccoglie una selezione di opere provenienti dalla collezione privata di Gianni e Marella Agnelli.
La collezione è ospitata nello Scrigno, un corpo di acciaio con una superficie di 450 metri quadrati sollevato a 34 metri dalla pista di collaudo sul tetto dello stabilimento. La struttura è opera dell'architetto Renzo Piano. Lo stile architettonico rappresenta un'astronave di cristalli che riprende simbolicamente lo stile futurista della fabbrica originaria.
Oltre alla collezione permanente, il museo ospita periodicamente mostre temporanee d'arte contemporanea.
Il museo e pieno di stili diversi, avendo anche un grande significato storico dell’ex fabbrica Fiat che evidenzia la bellezza della struttura.

## Collezione permanente
Il museo espone ventitré dipinti e due sculture. Tra gli artisti del Settecento spicca Canaletto, di cui il museo conserva un gruppo di sei vedute di Venezia. A queste si aggiungono due dipinti di Bernardo Bellotto, nipote di Canaletto, che raffigurano scorci di Dresda rispettivamente con la Frauenkirche e la Hofkirche. Completa la collezione settecentesca il dipinto Alabardiere in un paesaggio di Giovan Battista Tiepolo.
Per quanto riguarda l'arte dell'Ottocento la pinacoteca conserva due sculture chiamate Le danzatrici di Antonio Canova nonché La bagnante bionda di Pierre-Auguste Renoir e La Négresse di Édouard Manet.
Ad aprire la sezione sul Novecento è Pablo Picasso con L'Hétaire risalente al periodo blu. Ancora di Picasso è il dipinto cubista Uomo appoggiato a un tavolo degli anni 1915-16. Agli stessi anni risale lo splendido nudo femminile di Amedeo Modigliani. Sette pregevoli dipinti di Henri Matisse costituiscono il nucleo più corposo di opere posseduto dalla pinacoteca. Infine il museo vanta due lavori futuristi; rispettivamente Lanciers italiens au galop di Gino Severini e Velocità astratta di Giacomo Balla.

## Galleria d'immagini

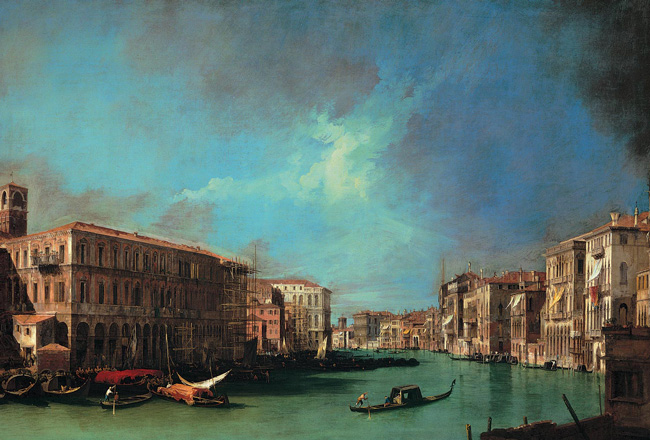
Il Canal Grande dalle prossimità del ponte di Rialto verso nord, Canaletto, 1725
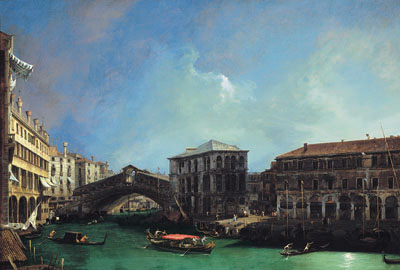
Il ponte di Rialto da nord, Canaletto, 1725
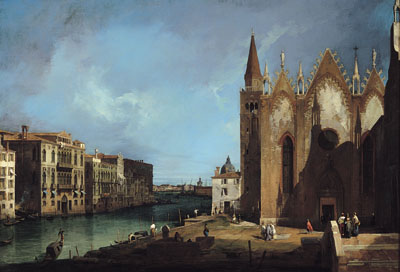
Il Canal Grande da Santa Maria della Carità, Canaletto, 1726
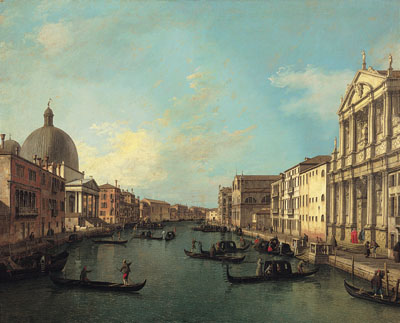
Il Canal Grande dalla Chiesa di Santa Maria, Canaletto, 1730
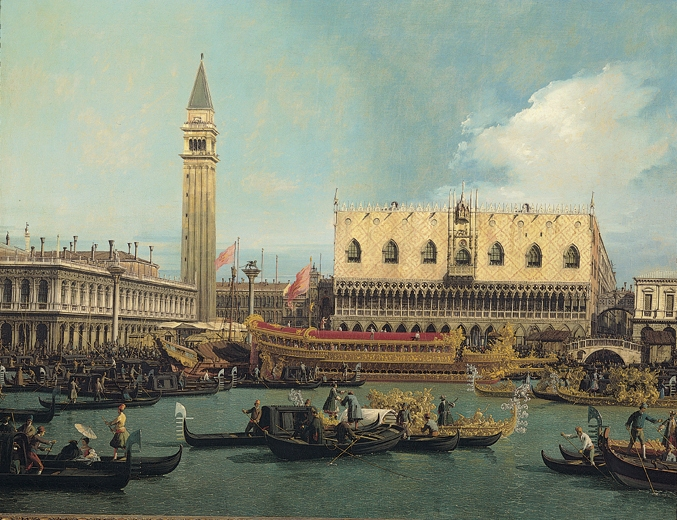
Il Bucintoro al Molo il giorno dell'Ascensione, Canaletto, 1740 circa
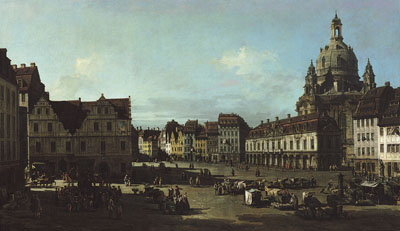
Il Mercato Nuovo di Dresda visto dalla Moritzstrasse, Bernardo Bellotto, 1750 circa
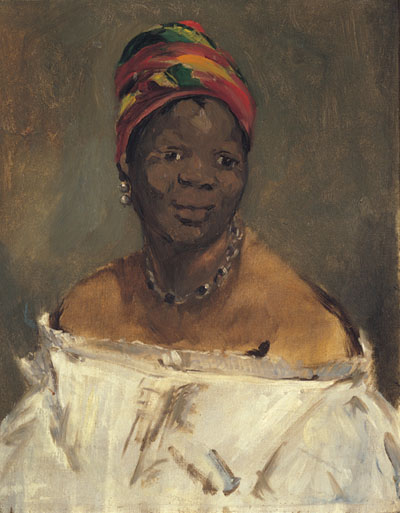
La negresse, Édouard Manet, 1862-1863
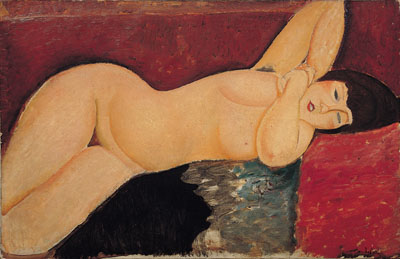
Nu couché, Modigliani, 1917
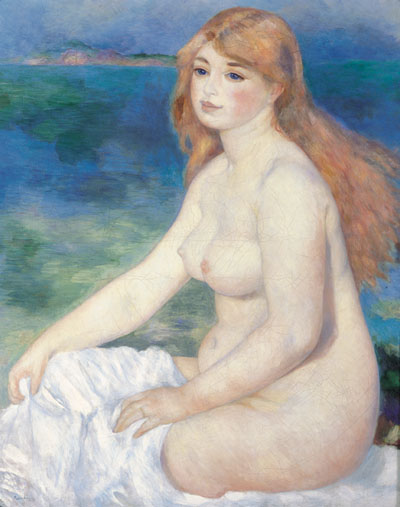
La baigneuse blonde, Renoir, 1882